# Unió per una Regió Catalana
Unió per una Regió Catalana (URC) fou una associació política creada a la Catalunya del Nord el 1983 arran de l'arribada del Partit Socialista al poder a França, que reivindicava una regió catalana per al departament dels Pirineus Orientals separada de la del Llenguadoc-Rosselló, dins el context de la descentralització administrativa i política anunciada en la campanya electoral per François Mittérrand. En fou nomenat president el folklorista Josep Deloncle, i altres membres destacats en foren Pere Comelade, Miquel Mayol, Lluís Lliboutry, Josep Font, Ginette Bise, Jaume Sala, Armand Samsó, Claudi Gendre, Joan-Lluís Prat, Robert Carrera i Jordi Roudières.